# Gold(I)-iodid
Gold(I)-iodid ist eine anorganische chemische Verbindung von Gold aus der Gruppe der Iodide.

## Gewinnung und Darstellung
Gold(I)-iodid kann durch Reaktion einer Tetrachloridogoldsäure-Lösung mit Kaliumiodid gewonnen werden. Ebenfalls möglich ist die Herstellung durch Reaktion von Gold und Iod in einer Schutzatmosphäre bei etwa 390 °C.

## Eigenschaften
Gold(I)-iodid ist ein gelbes, kristallines Pulver, das sich bei Kontakt mit Wasser, Luftfeuchtigkeit oder  Licht allmählich zersetzt.  Es besitzt eine tetragonale Kristallstruktur mit der Raumgruppe P42/ncm (Raumgruppen-Nr. 138), a = 4,359 Å, c = 13,711 Å.